# Calírroe (oceánide)
En la mitología griega, Calírroe (en griego Καλλιρρόη, Kallirróē; «corriente bella»)  era una oceánide, hija por tanto de Océano y Tetis.
Aparece mencionada por primera vez en la Teogonía, como una de las oceánides más antiguas. También se nos dice que unida con el valeroso Crisaor —hijo de Poseidón y Medusa— parió al violento Gerión, de gigantescas proporciones; este fue muerto por el fornido Heracles cuando marchó a Eritrea en busca de su fabuloso ganado. Al menos un autor añade el lamento de Calírroe por la desdicha de su hijo. Existen dudas acerca de la filiación materna de Equidna, pues Hesíodo menciona a la madre de esta simplemente como «ella», pudiendo referirse en el texto a Calírroe, Medusa o Ceto. También se dice que Calírroe era una de las ninfas que acompañaban a Perséfone antes de ser raptada por Hades.
Como sucede con otras oceánides, los autores posteriores variaron el consorte y la descendencia de Calírroe. Así en una versión engendra a la ninfa Quíone con el dios fluvial Nilo. Otros la creen madre del rey de Orcómeno, Minias, en su unión con Poseidón. También se dice que con Manes, rey de Lidia, engendró a Cotis, rey de Meonia.
En las Dionisíacas a Calírroe también se la relaciona como una de las tres antecesoras de los tirios, junto con Abarbarea y Drosera. No obstante Nono, a quien le gusta innovar y alejarse de la tradición, la denomina como náyade, así como a su hermana Clímene.
Ha dado su nombre un satélite de Júpiter: Calírroe.